# Nektariusz (patriarcha Jerozolimy)
Nektariusz – prawosławny patriarcha Jerozolimy w latach 1660–1669.